# Loviseberg

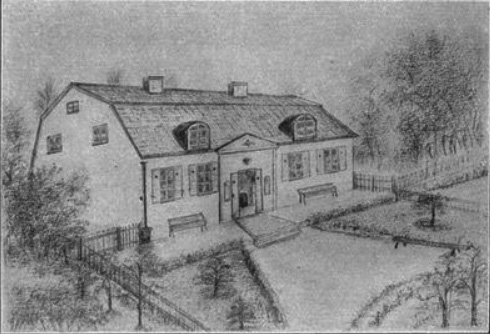
Loviseberg, enligt Axel Strindberg

Loviseberg var en malmgård vid Stora Gråbergsgatan 25 i nuvarande Vasastan i Stockholm. Gården var ett av August Strindbergs barndomshem. 
Familjen Strindberg hyrde gårdens sju rum och kök i bottenvåningen samt två rum på vinden för sönerna. Familjen bodde i dessa lantliga utkanter av huvudstaden i två omgångar: 1857-1860 och 1869-1871. Utsikten från malmgården inspirerade honom  senare till scenografin i teaterdramat Stora landsvägen. I anslutning till gården, som låg i dåvarande kvarteret Gruvdrängen, stod även kvarnarna Stora Adam och Lilla Eva.
Mellan 1862 och 1866 hyste malmgården Tysta skolan, vilken var en privatskola med inackordering för dövstumma barn. I boken Ett år hos Fredrika Bremer från 1867 ges en kort beskrivning av Loviseberg:
| ”                                   | Sedan vi vikit af på en liten väg vid stadens yttersta gränser kommo vi snart till en port i ett plank, öfver hvilken var måladt med stora bokstäfver Lovisaberg, det namn som skolan fått efter drottningen, som ej blott vänligt vårdar sig derom, men ock sjelf betalar för ett döfstumt barn derstädes. Boningshuset, som ligger på en grön plan, är af trä och rödmåladt. Dörren stod öppen och vi gingo in i en lång förstuga, hvars väggar voro målade som landskapsstycken. Vi öppnade en dörr — ty Fredrika Bremer är synbarligen väl bekant på stället — och befunno oss nästa minut i en varm och solljus skolsal, med utsigt åt ett fält, der troligtvis potatis hade växt; der bortom låg en vacker, landtlig nejd. Middagsbordet var dukadt för tolf barn, hvilka redan voro församlade. På åtskilliga sätt sökte de uttrycka sin glädje öfver besöket och i samma stund kom mamsell Berglind ut från ett nästgränsande rum. Hennes ansigte tycktes mig stråla af en outsäglig godhet och menniskovänlighet. | „ |
| – Ett år hos Fredrika Bremer (1867) | |   |

Under 1870- och 80-talen reglerades omgivningarna enligt Lindhagenplanen varvid Norrmalms stenstad expanderade norrut i de nya rätlinjiga kvarteren. Stora Gråbergsgatan rätades ut och blev Upplandsgatan, med ny sträckning ända till Norrtull. Lovisebergs huvudbyggnad kom nu att hamna tvärställd i det nya kvarteret Sirius, alldeles i anslutning till dagens Västmannagatan 48. Malmgården revs och fick lämna plats för nya hyreshus på 1880-talet.